# Дунайское
Дунайское (на украински: Дунайське) е село в южна Украйна, част от селски съвет Стара Некрасивка в Измаилски район на Одеска област. Населението му според преброяването през 2001 г. е 334 души.

## Население

### Езици
Численост и дял на населението по роден език, според преброяването на населението през 2001 г.:
| Роден език | Численост | Дял (в %) |
| Общо       | 334       | 100.00    |
| Руски      | 290       | 86.82     |
| Украински  | 28        | 8.38      |
| Молдовски  | 7         | 2.09      |
| Български  | 5         | 1.49      |
| Цигански   | 2         | 0.59      |
| Гагаузки   | 1         | 0.29      |
| Други      | 1         | 0.29      |